# Paraskevopoulos (kráter)
Paraskevopoulos je starý kráter nacházející se v severní části Měsíce na jeho odvrácené straně, ze Země jej tedy nelze pozorovat. Má průměr 99 km a na jeho dně se nachází řada dalších kráterů, z nichž největší je Paraskevopoulos E. Východní část jeho okrajového valu je narušena satelitním Paraskevopoulos H.
Severovýchodně leží kráter Carnot.
Pojmenován byl v roce 1970 na počest řeckého astronoma Johna S. Paraskevopoulose.

## Satelitní krátery
V okolí kráteru se nachází několik dalších kráterů. Ty byly označeny podle zavedených zvyklostí jménem hlavního kráteru a velkým písmenem abecedy.
| Paraskevopoulos | Sel. šířka | Sel. délka | Průměr |
| --------------- | ---------- | ---------- | ------ |
| E               | 50.6° S    | 149.4° Z   | 24 km  |
| H               | 49.7° S    | 147.2° Z   | 48 km  |
| N               | 47.2° S    | 150.8° Z   | 26 km  |
| Q               | 48.6° S    | 152.3° Z   | 35 km  |
| R               | 48.6° S    | 154.7° Z   | 23 km  |
| S               | 49.1° S    | 154.9° Z   | 67 km  |
| U               | 50.4° S    | 154.7° Z   | 30 km  |
| X               | 53.6° S    | 152.2° Z   | 26 km  |
| Y               | 53.1° S    | 150.4° Z   | 46 km  |